# Морские полки

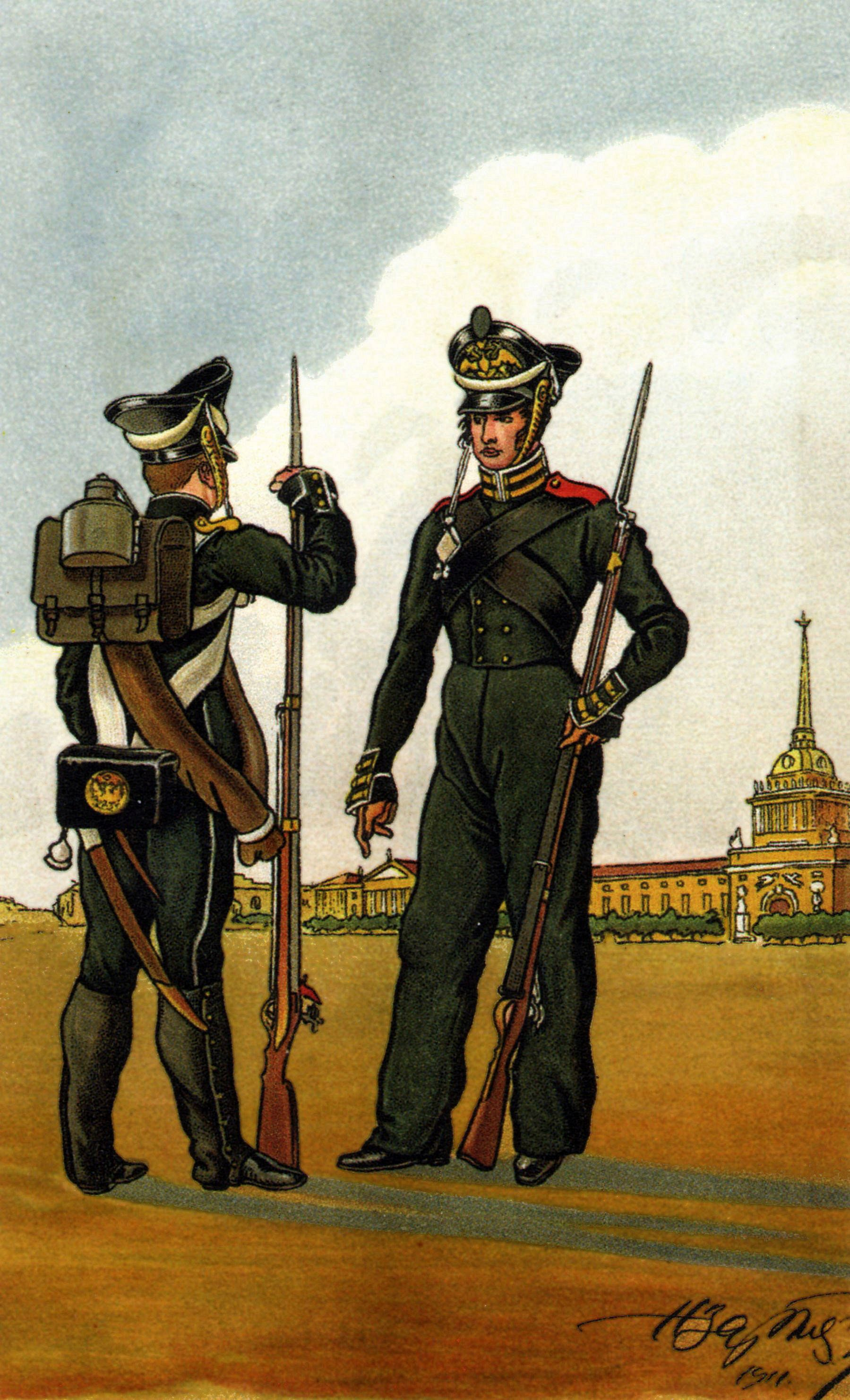
Фузилёр 3-го Морского полка (зимняя форма; слева) и матрос Гвардейского экипажа (зимняя форма), из серии «Русская армия в 1812 году»

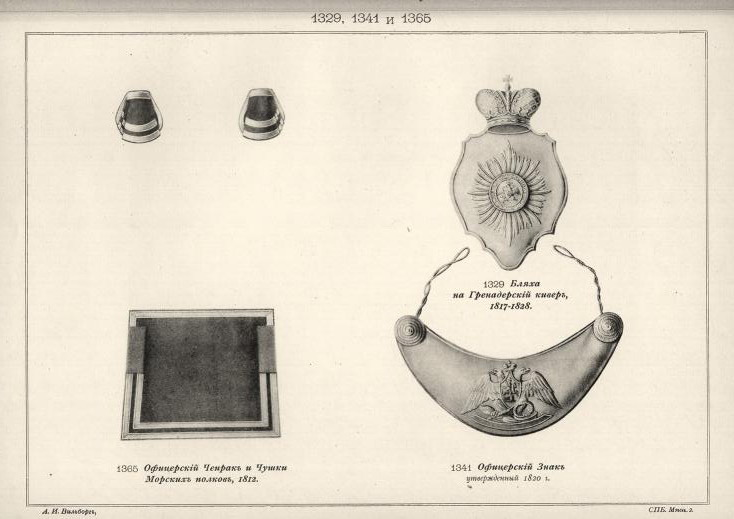
Офицерский чепрак и чушки морских полков, 1812 год. Бляха на гренадерский кивер, 1817—1828 годы. Офицерский знак, утверждённый в 1820 году

Морские полки — части морской пехоты, существовавшие в Российском императорском флоте с 1803 по 1811 годы, а после в Русской императорской армии с 1811 по 1833 год.

## История

### Предыстория
В 1720 году из команд, комплектовавшихся для портовой и корабельной службы и для пополнения убыли судовых экипажей, были составлены особые морские солдатские команды, разделённые на роты, причисленные к разным судам и нёсшие, кроме того, службу в Санкт-Петербургском и Кронштадтском адмиралтействах. 7 июня 1733 года из этих команд были сформированы два трёхбатальонных морских полка (всего 12 рот). Полки эти, в 1734 году расписанные по судам эскадры, были посланы в помощь войскам Миниха, участвовали в осаде Данцига.
В 1757 году из морских полков были составлены: адмиралтейский батальон и корабельные и галерные команды; но такой порядок продержался лишь до 1764 года, когда было из этих частей было сформировано четыре морских батальона. В Семилетнюю войну морские батальоны участвовали в осаде Мемеля, были в составе десанта при взятии его 24 июня 1757 года и принимали участие в осаде Кольберга в 1760—1761 годах.
Затем морские батальоны были на судах эскадры адмирала Спиридова во время его экспедиции в Средиземное море в 1769—1770 годов и проявили особое мужество при штурме крепости Наварин 10 апреля 1770 года, будучи в составе десантных колонн под командой генерал-майора князя Долгорукова. Далее морские батальоны, находясь на судах эскадры, приняли участие в Чесменском сражении 24 июня 1770 года.
В 1777 году каждый из 4 морских батальонов был развёрнут в два отдельных батальона (общим числом 8), к которым в 1797 году был прибавлен ещё один.

### Формирование
29 апреля 1803 года из морских батальонов Балтийского и Черноморского флотов были сформированы четыре морских полка:
- 1-й Морской полк (шеф генерал-майор Ширков) — из 4-го, 5-го и 6-го батальонов Балтийского флота;
- 2-й Морской полк (шеф генерал-майор Герценберг) — из 3-го, 8-го и 9-го батальонов Балтийского флота;
- 3-й Морской полк (шеф генерал-майор Гинкуль) — из 1-го, 2-го и 7-го батальонов Балтийского флота;
- 4-й Морской полк (шеф генерал-майор Говоров) — из трёх Черноморских батальонов.

В 1811 году 1-й и 2-й полки составили 1-ю бригаду вновь сформированной 25-й пехотной дивизии, входившей в состав Финляндского корпуса. 3-й полк вместе с Воронежским пехотным полком — 2-ю бригаду той же дивизии. Артиллерию морских полков передали в 25-ю артиллерийскую бригаду.

### Участие в боевых действиях
Морские полки в кампании 1805 г. участвовали в десантных операциях отряда графа Толстого, занявшего потом Ганновер. После Аустерлицкого сражения часть морских полков (по одному батальону от каждого полка) была расписана на суда эскадры адмирала Сенявина, оперировавшей в 1806 г. в Средиземном море, и принимали участие в морском бою при Афонской горе и в занятии островов Тенедоса и Лемноса. Этот сводный морской полк был назван 2-м морским полком, а остававшиеся в Кронштадте два батальона 2-го морского полка были приписаны по одному к 1-му и 3-му полкам.
С началом войны 1812 года 1‑я и 2‑я бригады 25-й пехотной дивизии отправились пешим порядком на соединение с 1‑м Отдельным пехотным корпусом генерала П. Х. Витгенштейна. 2‑й Морской полк оставался в Новгороде, а 3-й Морской полк — в Санкт-Петербурге, где на их базе обучали ополченцев. 2-й Морской полк присоединился к своей бригаде лишь в декабре 1812.
В 1813 году полки 25-й дивизии участвовали в осаде Данцига в составе 4‑го пехотного корпуса генерала Ф. Ф. Левиза.
4-й Морской полк в 1811—1813 годах участвовал в боевых действиях на кораблях Черноморского флота.
После Заграничных походов 1813 и 1814 гг. 1-й и 3-й Морские полки были расквартированы в Царстве Польском и при усмирении польского восстания в 1831 г. участвовали с отличием в сражениях при Грохове и Остроленке, где особенно отличился 3-й морской полк под командованием полковника Сафонова. Во время штурма Варшавы морские полки были в составе 1-го корпуса, бравшего приступом укрепления Воли, где опять особенно отличился 3-й морской полк, получивший за штурм Варшавы Георгиевское знамя с надписью: «За взятие приступом Варшавы 25 и 26 августа 1831 г.».

### Расформирование
В 1833 году при расформировании были присоединены:
- 2-й батальон 2-го, 2-й и 3-й батальоны 4-го Морского полка — к Либавскому пехотному полку.
- 1-й и 3-й батальоны 2-го и 1-й батальон 4-го Морского полка — к Софийскому пехотному полку.
- 1-й и 3-й батальоны 1-го и 1-й батальон 3-го Морского полка — к Невскому пехотному полку.
- 2-й батальон 1-го и 2-й и 3-й батальоны 3-го Морского полка — к Калужскому пехотному полку.

Старшинство и знаки отличия были сохранены:
- 1-го и 3-го Морских полков — в Печорском пехотном полку и Беломорском пехотном полку
- 2-го и 4-го Морских полков — в Онежском пехотном полку и Вятском пехотном полку

## Организация
Морские полки создавались по штатам армейских мушкетёрских полков, однако были наделены гренадерскими привилегиями: особым барабанным боем и правом комплектования старослужащими из пехотных полков. Каждый полк состоял из трех четырехротных батальонов. Одна рота в каждом батальоне была гренадерской и состояла из гренадерского, стрелкового и трех фузилёрных взводов.

## Командиры полков
(Командующий в дореволюционной терминологии означал временно исполняющего обязанности начальника или командира).

### 1-й морской полк
- 21.09.1803 — 21.03.1804 — полковник Неверовский, Дмитрий Петрович
- 20.03.1805 — 20.12.1806 — полковник Палибин, Пётр Игнатьевич
- 15.01.1807 — 22.01.1810 — полковник Пейкер, Александр Эммануилович
- 21.04.1810 — 05.10.1811 — подполковник (с 23.06.1811 полковник) Криштафович, Егор Константинович
- 26.10.1811 — 22.06.1815 — подполковник (с 17.06.1815 полковник) Рашет, Эммануэль Яковлевич
- 22.06.1815 — 09.01.1816 — полковник Попов, Александр Прокофьевич
- 09.01.1816 — 19.03.1820 — полковник Рашет, Эммануэль Яковлевич
- 28.03.1820 — 24.04.1820 — полковник Кромин, Павел Евграфович
- 24.04.1820 — 18.10.1821 — подполковник Врангель
- 18.10.1821 — 29.03.1825 — подполковник (с 16.05.1823 полковник) Веймарн, Пётр Фёдорович
- 28.05.1825 — 07.07.1826 — полковник фон Вольский, Фёдор Васильевич

### 2-й морской полк
- 21.09.1803 — 14.11.1806 — полковник Боассель, Филипп Иванович
- 28.07.1811 — 12.10.1811 — полковник Марин
- хх.хх.1814 — 12.05.1815 — майор (с 15.11.1814 подполковник) Фёдоров
- 12.05.1815 — 12.12.1823 — полковник Степанов, Павел Васильевич
- 12.12.1823 — 22.08.1829 — полковник Мартынцов, Василий Алексеевич
- 30.08.1829 — 18.11.1829 — командующий подполковник Точинский, Игнатий Павлович
- 01.01.1830 — 23.04.1833[2] — командующий подполковник Македонский, Пантелей Николаевич
- 23.04.1833 — 24.05.1833 — командующий майор Федорцов-Малыш, Никита Васильевич

### 3-й морской полк
- 21.12.1803 — 09.11.1807 — подполковник (с 14.09.1803 полковник) Гамен, Алексей Юрьевич
- 29.10.1811 — 30.08.1816 — подполковник (с 09.11.1811 полковник) Шевнин, Нил Иванович
- 30.08.1816 — 21.08.1818 — подполковник (с 04.10.1817 полковник) Новиков, Павел Иванович
- 21.08.1818 — 16.09.1826 — полковник Бурмейстер, Адольф Христофорович
- 16.09.1826 — 14.05.1831 — полковник Сафонов, Никифор Яковлевич
- 14.05.1831 — 10.06.1831 — майор Сухинов, Симон Иванович (временно)
- 10.06.1831 — 25.08.1831 — полковник Шлотгауэр, Яков Фёдорович
- 25.08.1831 — 21.09.1831 — майор Ошеметков, Алексей Николаевич (временно)
- 21.09.1831 — 11.12.1831 — подполковник Розенфельдт, Викентий Антонович
- 11.12.1831 — 24.05.1833 — подполковник Мелихов, Иван Максимович

### 4-й морской полк
- 18.07.1805 — 09.11.1807 — полковник фон Бример, Адольф Астафьевич
- 01.11.1811 — 30.08.1816 — полковник Шевандин, Павел Васильевич
- 30.08.1816 — 31.10.1819 — подполковник (с 01.05.1818 полковник) Бахман
- 31.10.1819 — 14.05.1831[3] — подполковник (с 23.08.1826 полковник) Тимченко-Рубан, Иодор Матвеевич
- 10.06.1831 — 28.01.1832 — подполковник (с 22.11.1831 полковник) Самарин, Василий Максимович
- 28.01.1832 — 24.05.1833 — командующий подполковник (с 18.05.1833 полковник) Макалинский 2-й

## Морские полки в Первую мировую войну
В 1916 году были сформированы восемь морских полков двухбатальонного состава каждый, сведённые в Отдельную Балтийскую (1-й — 4-й морские полки) и Отдельную Черноморскую (5-й — 8-й морские полки) морские дивизии.